# Макула, Саиди
Саиди Юма Макула (суахили Saidi Juma Makula; род. 1 августа 1994) — танзанийский легкоатлет, специалист по бегу на длинные дистанции и марафону. Выступает за сборную Танзании по лёгкой атлетике начиная с 2014 года, участник ряда крупных международных соревнований, в том числе Игр Содружества в Голд-Косте и летних Олимпийских игр в Рио-де-Жанейро.

## Биография
Саиди Макула родился 1 августа 1994 года. Выступал на крупных соревнованиях начиная с 2012 года, в это время установил личный рекорд в полумарафоне 1:03:46.
В 2016 году вошёл в состав танзанийской национальной сборной и на соревнованиях в южнокорейском Тэгу пробежал марафон за 2:12:01, установив тем самым личный рекорд в данной дисциплине. Благодаря череде удачных выступлений удостоился права защищать честь страны на летних Олимпийских играх в Рио-де-Жанейро — в программе мужского марафона показал время 2:17:49, расположившись в итоговом протоколе соревнований на 43 позиции.
После Олимпиады Макула остался в легкоатлетической команде Танзании и продолжил принимать участие в крупнейших международных соревнованиях. Так, в 2017 году он пробежал домашний марафон в Дар-эс-Саламе, показав время 2:11:11.
В 2018 году выступил на Играх Содружества в Голд-Косте, где тоже бежал марафон, но не финишировал и не показал никакого результата — сошёл с дистанции незадолго до финиша.